# Cinquième district congressionnel de Floride
Le 5e district congressionnel de Floride est un district de l'État américain de Floride. Il comprend la zone sud-est de Jacksonville qui comprend des zones telles qu'Arlington, East Arlington, Southside, Mandarin, San Jose et les plages. Il s'étend vers le sud jusqu'à Saint-Augustin dans le comté de St. Johns.
De 2002 à 2013, le district comprenait la totalité des  comtés de Citrus, Hernando et Sumter et la plupart des comtés de Lake, Levy et Pasco et des parties des comtés de Marion et Polk. Le district comprenait la banlieue nord de Tampa et la banlieue ouest d'Orlando dans le corridor Interstate 4 à forte croissance. Cette itération du 5e district est désormais largement contenue dans le 11e district.
Tel que défini par la législature de l'État en 2013 (qui a duré jusqu'en 2017), le 5e district s'étendait de Jacksonville à Orlando ; il était considéré comme l'un des districts les plus charcutés du pays. Avant 2013, un territoire similaire était inclus dans le 3e district.
Après un redécoupage ordonné par le tribunal, le district est devenu un district majoritairement minoritaire de 2017 à 2023. Il s'étendait le long de la frontière nord de la Floride, de Jacksonville à Tallahassee et comprenait la totalité des comtés de Baker, Gadsden, Hamilton et Madison et des parties de Columbia, Duval, Jefferson et Léon.
Le district est actuellement représenté par le républicain John Rutherford.

## Caractéristiques
Le 3e district congressionnel de Floride a été renuméroté en 5e district, mais a peu changé dans le processus de redécoupage en 2012, s'étendant toujours d'Orlando au sud au centre de Jacksonville au nord.
De 1973 à 1993, l'ancien 3e district était basé dans le comté d'Orange, y compris Walt Disney World et la majeure partie d'Orlando. La forme particulière du 3e (maintenant 5e) district congressionnel date de la redistribution effectuée par la législature de Floride après le recensement américain de 1990. Le 3e district de 1993 à 2012 était géographiquement distinctif. Partant de la partie sud du district, il comprenait la région de Pine Hills de la région métropolitaine d'Orlando-Kissimmee avec de petites poches de quartiers afro-américains dans les villes de Sanford, Gainesville, Palatka et enfin les plus grandes communautés afro-américaines de Jacksonville. Reliant ces zones, il y avait des régions peu peuplées, soit de vastes zones rurales, soit des bandes étroites de quelques kilomètres de large seulement,. Barack Obama a obtenu 73 % des voix dans ce district lors de l'élection présidentielle de 2008.

### Changements ordonnés par la justice
Le 11 juillet 2014, le juge de la Cour de circuit de Floride, Terry Lewis, a statué que ce district, ainsi que le 10e district voisin, avaient été amenés à favoriser le Parti républicain en regroupant les électeurs démocrates noirs dans le 5e district,. Le 1er août, le juge Lewis a donné à la législature de l'État de Floride la date limite du 15 août pour soumettre de nouvelles cartes congressionnelles pour ces deux districts.
La représentante du 5e district, Corrine Brown, a publié une déclaration qualifiant la décision de Lewis sur la carte du district de « gravement défectueuse » et la présidente du Congressional Black Caucus, Marcia Fudge, a envoyé une lettre au président du comité de campagne du Congrès démocrate, Steve Israel, se plaignant du soutien du parti au procès contestant les cartes des districts de Floride.
Brown a déclaré que « nous irons jusqu'à la Cour suprême des États-Unis pour nous assurer que les Afro-Américains ne sont pas privés de leurs droits ». Le président du comité de redécoupage de la Chambre de Floride, Richard Corcoran, un Républicain, a déclaré que « la prise en compte des données politiques est légalement requis » pour s'assurer que les limites des districts ne seraient pas déplacées au point de ne pas permettre aux Afro-Américains d'élire les représentants de leur choix.
En appel, la Cour suprême de Floride a approuvé une version redessinée du 5e district le 2 décembre 2015. Ce plan est entré en vigueur pour les élections de 2016. Le nouveau quartier avait une forme radicalement différente de celle de son prédécesseur. Il s'étendait maintenant dans une configuration est-ouest le long de la frontière géorgienne du centre-ville de Jacksonville à Tallahassee. Cependant, il n'était pas moins démocrate que son prédécesseur, comme le note l'avis final de la Cour suprême de Floride :
Avec une part des noirs démocrates enregistrés de 66,1 %, le candidat noir de son choix est susceptible de remporter une primaire démocrate contestée, et avec un avantage d'inscription démocrate de 61,1 % à 23,0 % sur les républicains, le candidat démocrate est susceptible de remporter les élections générales.

## Géographie
| #   | Comté     | Siège         | Population |
| --- | --------- | ------------- | ---------- |
| 31  | Duval     | Jacksonville  | 1 030 822  |
| 109 | St. Johns | St. Augustine | 320 110    |

### Villes de 10 000 personnes ou plus
- Jacksonville – 990 931
- Fruit Cove – 32 143
- Jacksonville Beach – 23 830
- Nocatee – 22 503
- World Golf Village – 22 117
- Palm Valley – 21 827
- St. Augustine – 14 329
- Atlantic Beach – 13 513

### Villes de 2 500 à 10 000 personnes
- Neptune Beach – 7 217
- St. Augustine Beach – 6 803
- Sawgrass – 5 385
- St. Augustine South – 5 066
- Vilano Beach – 2 514

## Historique de vote
| Années | Poste     | Résultats               |
| ------ | --------- | ----------------------- |
| 1992   | Président | Clinton 42,0 % - 34,0 % |
| 1996   | Président | Clinton 50,0 % – 37,0 % |
| 2000   | Président | Gore 50,0 % – 46,0 %    |
| 2004   | Président | Bush 58,0 % – 41,0 %    |
| 2008   | Président | McCain 56,0 % – 43,0 %  |
| 2012   | Président | Obama 63,0 % – 35,0 %   |
| 2016   | Président | Clinton 61,0 % – 35,0 % |
| 2020   | Président | Biden 62,0 % – 36,0 %   |

## Liste des Représentants du district
| Membre                            | Parti       | Années                          | Congrès     | Histoire électorale | Zone géographique |
| --------------------------------- | ----------- | ------------------------------- | ----------- | --- | --- |
| District établi le 3 janvier 1937 |             |                                 |             | | |
| Joe Hendricks (en)                | Démocrate   | 3 janvier 1937 - 3 janvier 1949 | 75e - 80e   | Élu en 1936. Réélu en 1938. Réélu en 1940. Réélu en 1942. Réélu en 1944. Réélu en 1946. Retrait.                                                                                     | 1937–1943 |
| 1943–1953                         |             |                                 | 75e - 80e   | Élu en 1936. Réélu en 1938. Réélu en 1940. Réélu en 1942. Réélu en 1944. Réélu en 1946. Retrait.                                                                                     | |
| Syd Herlong (en)                  | Démocrate   | 3 janvier 1949 - 3 janvier 1967 | 81e - 89e   | Élu en 1948. Réélu en 1950. Réélu en 1952. Réélu en 1954. Réélu en 1956. Réélu en 1958. Réélu en 1960. Réélu en 1962. Réélu en 1964. Réélu en 1966. Redécoupage vers le 4e district. | |
| 1953–1963                         |             |                                 | 81e - 89e   | Élu en 1948. Réélu en 1950. Réélu en 1952. Réélu en 1954. Réélu en 1956. Réélu en 1958. Réélu en 1960. Réélu en 1962. Réélu en 1964. Réélu en 1966. Redécoupage vers le 4e district. | |
| 1963–1973                         |             |                                 | 81e - 89e   | Élu en 1948. Réélu en 1950. Réélu en 1952. Réélu en 1954. Réélu en 1956. Réélu en 1958. Réélu en 1960. Réélu en 1962. Réélu en 1964. Réélu en 1966. Redécoupage vers le 4e district. | |
| Edward Gurney                     | Républicain | 3 janvier 1967 - 3 janvier 1969 | 90e         | Redécoupage depuis le 11e district et réélu en 1966. Retrait. | |
| Louis Frey Jr. (en)               | Républicain | 3 janvier 1969 - 3 janvier 1973 | 91e , 92e   | Élu en 1968. Réélu en 1970. Redécoupage vers le 9e district. | |
| Bill Gunter (en)                  | Démocrate   | 3 janvier 1973 - 3 janvier 1975 | 93e         | Élu en 1972. Retrait pour se présenter comme Sénateur des États-Unis. | 1973–1983 |
| Richard Kelly (en)                | Républicain | 3 janvier 1975 - 3 janvier 1981 | 94e - 96e   | Élu en 1974. Réélu en 1976. Réélu en 1978. perd sa renomination après son implication dans le scandale Abscam                                                                        | 1973–1983 |
| Bill McCollum (en)                | Républicain | 3 janvier 1981 - 3 janvier 1993 | 97e - 102e  | Élu en 1980. Réélu en 1982. Réélu en 1984. Réélu en 1986. Réélu en 1988. Réélu en 1990. Redécoupage vers le 8e district.                                                             | 1973–1983 |
| 1983–1993                         |             |                                 | 97e - 102e  | Élu en 1980. Réélu en 1982. Réélu en 1984. Réélu en 1986. Réélu en 1988. Réélu en 1990. Redécoupage vers le 8e district.                                                             | |
| Karen Thurman (en)                | Démocrate   | 3 janvier 1993 - 3 janvier 2003 | 103e - 107e | Élue en 1992. Réélue en 1994. Réélue en 1996. Réélue en 1998. Réélue en 2000. perd sa réélection.                                                                                    | 1993–2003 |
| Ginny Brown-Waite (en)            | Républicain | 3 janvier 2003 - 3 janvier 2011 | 108e - 111e | Élue en 2002. Réélue en 2004. Réélue en 2006. Réélue en 2008. Retrait pour raisons de santé.                                                                                         | 2003–2013 |
| Rich Nugent                       | Républicain | 3 janvier 2011 - 3 janvier 2013 | 112e        | Élu en 2010. Redécoupage vers le 11e district. | 2003–2013 |
| Corrine Brown                     | Démocrate   | 3 janvier 2013 - 3 janvier 2017 | 113e , 114e | Redécoupage depuis le 3e district et réélue en 2012. Réélue en 2014. perd sa renomination après un acte d'accusation                                                                 | 2013–2017 |
| Al Lawson                         | Démocrate   | 3 janvier 2017 - 3 janvier 2023 | 115e - 117e | Élu en 2016. Réélu en 2018. Réélu en 2020. Redécoupage vers le 2e district et perd sa réélection.                                                                                    | 2017–2023 |
| John Rutherford                   | Républicain | 3 janvier 2023 - Présent        | 118e        | Redécoupage depuis le 4e district et réélu en 2022. | 2023–Présent: Majorité de Jacksonville, ainsi que des parties des banlieues Nord et Sud de la ville, et la ville de St. Augustine. |

## Résultats des récentes élections
Voici les résultats des dix précédents cycles électoraux dans le district.

### 2004
| Élection de 2004 du 5e district congressionnel de Floride | Élection de 2004 du 5e district congressionnel de Floride | Élection de 2004 du 5e district congressionnel de Floride | Élection de 2004 du 5e district congressionnel de Floride | Élection de 2004 du 5e district congressionnel de Floride |
| --------------------------------------------------------- | --------------------------------------------------------- | --------------------------------------------------------- | --------------------------------------------------------- | --------------------------------------------------------- |
| Parti                                                     | Parti                                                     | Candidat                                                  | Votes                                                     | %                                                         |
|                                                           | Républicain                                               | Ginny Brown-Waite (en)(sortante)                          | 240 315                                                   | 65,93                                                     |
|                                                           | Démocrate                                                 | Robert G. Whittel                                         | 124 140                                                   | 34,06                                                     |
|                                                           | Sans Parti                                                | Autres                                                    | 33                                                        | 0,01                                                      |
| Total des votes                                           | Total des votes                                           | Total des votes                                           | 364 488                                                   | 100 %                                                     |
|                                                           | Les Républicains conservent                               |                                                           |                                                           |                                                           |

### 2006
| Élection de 2006 du 5e district congressionnel de Floride | Élection de 2006 du 5e district congressionnel de Floride | Élection de 2006 du 5e district congressionnel de Floride | Élection de 2006 du 5e district congressionnel de Floride | Élection de 2006 du 5e district congressionnel de Floride |
| --------------------------------------------------------- | --------------------------------------------------------- | --------------------------------------------------------- | --------------------------------------------------------- | --------------------------------------------------------- |
| Parti                                                     | Parti                                                     | Candidat                                                  | Votes                                                     | %                                                         |
|                                                           | Républicain                                               | Ginny Brown-Waite (en)(sortante)                          | 162 421                                                   | 59,85                                                     |
|                                                           | Démocrate                                                 | John T. Russell                                           | 108 959                                                   | 40,15                                                     |
| Total des votes                                           | Total des votes                                           | Total des votes                                           | 271 380                                                   | 100 %                                                     |
|                                                           | Les Républicains conservent                               |                                                           |                                                           |                                                           |

### 2008
| Élection de 2008 du 5e district congressionnel de Floride | Élection de 2008 du 5e district congressionnel de Floride | Élection de 2008 du 5e district congressionnel de Floride | Élection de 2008 du 5e district congressionnel de Floride | Élection de 2008 du 5e district congressionnel de Floride |
| --------------------------------------------------------- | --------------------------------------------------------- | --------------------------------------------------------- | --------------------------------------------------------- | --------------------------------------------------------- |
| Parti                                                     | Parti                                                     | Candidat                                                  | Votes                                                     | %                                                         |
|                                                           | Républicain                                               | Ginny Brown-Waite (en)(sortante)                          | 265 186                                                   | 61,15                                                     |
|                                                           | Démocrate                                                 | John T. Russell                                           | 168 446                                                   | 38,85                                                     |
| Total des votes                                           | Total des votes                                           | Total des votes                                           | 433 632                                                   | 100 %                                                     |
|                                                           | Les Républicains conservent                               |                                                           |                                                           |                                                           |

### 2010
| Élection de 2010 du 5e district congressionnel de Floride | Élection de 2010 du 5e district congressionnel de Floride | Élection de 2010 du 5e district congressionnel de Floride | Élection de 2010 du 5e district congressionnel de Floride | Élection de 2010 du 5e district congressionnel de Floride |
| --------------------------------------------------------- | --------------------------------------------------------- | --------------------------------------------------------- | --------------------------------------------------------- | --------------------------------------------------------- |
| Parti                                                     | Parti                                                     | Candidat                                                  | Votes                                                     | %                                                         |
|                                                           | Républicain                                               | Rich Nugent                                               | 208 815                                                   | 67,43                                                     |
|                                                           | Démocrate                                                 | Jim Piccillo                                              | 100 858                                                   | 32,57                                                     |
| Total des votes                                           | Total des votes                                           | Total des votes                                           | 309 673                                                   | 100 %                                                     |
|                                                           | Les Républicains conservent                               |                                                           |                                                           |                                                           |

### 2012
| Élection de 2012 du 5e district congressionnel de Floride | Élection de 2012 du 5e district congressionnel de Floride | Élection de 2012 du 5e district congressionnel de Floride | Élection de 2012 du 5e district congressionnel de Floride | Élection de 2012 du 5e district congressionnel de Floride |
| --------------------------------------------------------- | --------------------------------------------------------- | --------------------------------------------------------- | --------------------------------------------------------- | --------------------------------------------------------- |
| Parti                                                     | Parti                                                     | Candidat                                                  | Votes                                                     | %                                                         |
|                                                           | Démocrate                                                 | Corrine Brown                                             | 190 472                                                   | 70,80                                                     |
|                                                           | Républicain                                               | LeAnne Kolb                                               | 70 700                                                    | 26,30                                                     |
|                                                           | Indépendant                                               | Eileen Fleming                                            | 7 978                                                     | 3,00                                                      |
| Total des votes                                           | Total des votes                                           | Total des votes                                           | 269 153                                                   | 100 %                                                     |
|                                                           | Les Démocrates prennent aux Républicains                  |                                                           |                                                           |                                                           |

### 2014
| Élection de 2014 du 5e district congressionnel de Floride | Élection de 2014 du 5e district congressionnel de Floride | Élection de 2014 du 5e district congressionnel de Floride | Élection de 2014 du 5e district congressionnel de Floride | Élection de 2014 du 5e district congressionnel de Floride |
| --------------------------------------------------------- | --------------------------------------------------------- | --------------------------------------------------------- | --------------------------------------------------------- | --------------------------------------------------------- |
| Parti                                                     | Parti                                                     | Candidat                                                  | Votes                                                     | %                                                         |
|                                                           | Démocrate                                                 | Corrine Brown (sortante)                                  | 112 340                                                   | 65,47                                                     |
|                                                           | Républicain                                               | Glo Smith                                                 | 59 237                                                    | 34,53                                                     |
| Total des votes                                           | Total des votes                                           | Total des votes                                           | 171 577                                                   | 100 %                                                     |
|                                                           | Les Démocrates conservent                                 |                                                           |                                                           |                                                           |

### 2016
| Élection de 2016 du 5e district congressionnel de Floride | Élection de 2016 du 5e district congressionnel de Floride | Élection de 2016 du 5e district congressionnel de Floride | Élection de 2016 du 5e district congressionnel de Floride | Élection de 2016 du 5e district congressionnel de Floride |
| --------------------------------------------------------- | --------------------------------------------------------- | --------------------------------------------------------- | --------------------------------------------------------- | --------------------------------------------------------- |
| Parti                                                     | Parti                                                     | Candidat                                                  | Votes                                                     | %                                                         |
|                                                           | Démocrate                                                 | Al Lawson                                                 | 194 549                                                   | 64,2                                                      |
|                                                           | Républicain                                               | Glo Smith                                                 | 108 325                                                   | 35,8                                                      |
| Total des votes                                           | Total des votes                                           | Total des votes                                           | 302 874                                                   | 100 %                                                     |
|                                                           | Les Démocrates conservent                                 |                                                           |                                                           |                                                           |

### 2018
| Élection de 2018 du 5e district congressionnel de Floride | Élection de 2018 du 5e district congressionnel de Floride | Élection de 2018 du 5e district congressionnel de Floride | Élection de 2018 du 5e district congressionnel de Floride | Élection de 2018 du 5e district congressionnel de Floride |
| --------------------------------------------------------- | --------------------------------------------------------- | --------------------------------------------------------- | --------------------------------------------------------- | --------------------------------------------------------- |
| Parti                                                     | Parti                                                     | Candidat                                                  | Votes                                                     | %                                                         |
|                                                           | Démocrate                                                 | Al Lawson (sortant)                                       | 180 527                                                   | 66,78                                                     |
|                                                           | Républicain                                               | Virginia Fuller                                           | 89 799                                                    | 33,22                                                     |
| Total des votes                                           | Total des votes                                           | Total des votes                                           | 270 326                                                   | 100 %                                                     |
|                                                           | Les Démocrates conservent                                 |                                                           |                                                           |                                                           |

### 2020
| Élection de 2020 du 5e district congressionnel de Floride | Élection de 2020 du 5e district congressionnel de Floride | Élection de 2020 du 5e district congressionnel de Floride | Élection de 2020 du 5e district congressionnel de Floride | Élection de 2020 du 5e district congressionnel de Floride |
| --------------------------------------------------------- | --------------------------------------------------------- | --------------------------------------------------------- | --------------------------------------------------------- | --------------------------------------------------------- |
| Parti                                                     | Parti                                                     | Candidat                                                  | Votes                                                     | %                                                         |
|                                                           | Démocrate                                                 | Al Lawson (sortant)                                       | 219 463                                                   | 65,13                                                     |
|                                                           | Républicain                                               | Gary Adler                                                | 117 510                                                   | 34,87                                                     |
| Total des votes                                           | Total des votes                                           | Total des votes                                           | 336 973                                                   | 100 %                                                     |
|                                                           | Les Démocrates conservent                                 |                                                           |                                                           |                                                           |

### 2022
| Primaire républicaine de 2022 du 5e district congressionnel de Floride | Primaire républicaine de 2022 du 5e district congressionnel de Floride | Primaire républicaine de 2022 du 5e district congressionnel de Floride | Primaire républicaine de 2022 du 5e district congressionnel de Floride | Primaire républicaine de 2022 du 5e district congressionnel de Floride |
| ---------------------------------------------------------------------- | ---------------------------------------------------------------------- | ---------------------------------------------------------------------- | ---------------------------------------------------------------------- | ---------------------------------------------------------------------- |
| Parti                                                                  | Parti                                                                  | Candidat                                                               | Votes                                                                  | %                                                                      |
|                                                                        | Républicain                                                            | John Rutherford (sortant)                                              | 87 720                                                                 | 65,7                                                                   |
|                                                                        | Républicain                                                            | Mara Macie                                                             | 23 607                                                                 | 17,7                                                                   |
|                                                                        | Républicain                                                            | Leigha Garner-Lopez                                                    | 22 283                                                                 | 16,7                                                                   |

L'élection générale a été annulée. John Rutherford (R-Sortant) remporte l'élection générale.

### 2024
La Primaire démocrate a été annulée. Jay McGovern avance vers l'élection générale.
| Primaire républicaine de 2024 du 5e district congressionnel de Floride | Primaire républicaine de 2024 du 5e district congressionnel de Floride | Primaire républicaine de 2024 du 5e district congressionnel de Floride | Primaire républicaine de 2024 du 5e district congressionnel de Floride | Primaire républicaine de 2024 du 5e district congressionnel de Floride |
| ---------------------------------------------------------------------- | ---------------------------------------------------------------------- | ---------------------------------------------------------------------- | ---------------------------------------------------------------------- | ---------------------------------------------------------------------- |
| Parti                                                                  | Parti                                                                  | Candidat                                                               | Votes                                                                  | %                                                                      |
|                                                                        | Républicain                                                            | John Rutherford (sortant)                                              | 48 628                                                                 | 67,1                                                                   |
|                                                                        | Républicain                                                            | Mara Macie                                                             | 23 792                                                                 | 32,9                                                                   |

| Élection de 2024 du 5e district congressionnel de Floride | Élection de 2024 du 5e district congressionnel de Floride | Élection de 2024 du 5e district congressionnel de Floride | Élection de 2024 du 5e district congressionnel de Floride | Élection de 2024 du 5e district congressionnel de Floride |
| --------------------------------------------------------- | --------------------------------------------------------- | --------------------------------------------------------- | --------------------------------------------------------- | --------------------------------------------------------- |
| Parti                                                     | Parti                                                     | Candidat                                                  | Votes                                                     | %                                                         |
|                                                           | Républicain                                               | John Rutherford (sortant)                                 | 267 471                                                   | 63,1                                                      |
|                                                           | Démocrate                                                 | Jay McGovern                                              | 156 570                                                   | 36,9                                                      |
|                                                           | Indépendant                                               | Gary Koniz (write-in)                                     | 23                                                        | 0,0                                                       |
| Total des votes                                           | Total des votes                                           | Total des votes                                           | 424 064                                                   | 100 %                                                     |
|                                                           | Les Républicains conservent                               |                                                           |                                                           |                                                           |